# Agadir (Speicherburg)
Der Agadir (taschelhit, pl.: ⵉⴳⵓⴷⴰⵔ igoudar) ist ein burgartig ausgebautes Speicher- und Lagergebäude im Gemeinschaftsbesitz einer Stammesuntergruppe (Clan) der Berber im Süden von Marokko. Im Süden Tunesiens und im Westen Libyens werden Bauten mit ähnlicher Funktion, aber anderem Aussehen als Ksur bezeichnet.

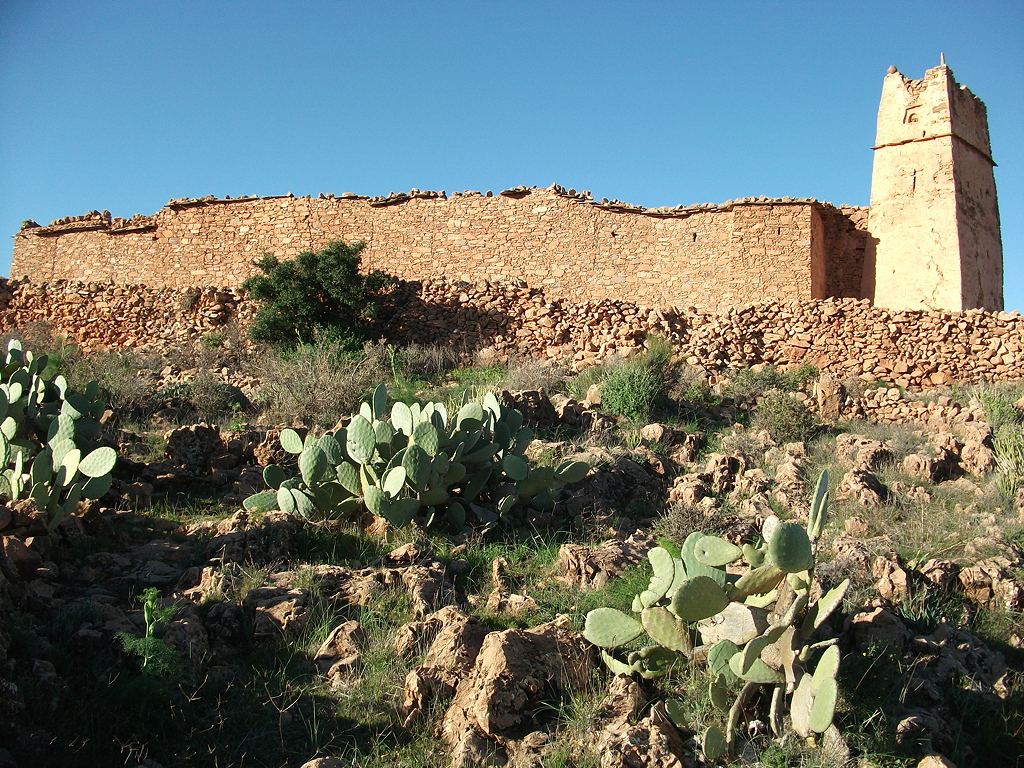
Agadir Imhilene (oder Imhailen), Antiatlas, Marokko. Die meisten Agadire Marokkos liegen isoliert auf Bergkuppen oder aber am Dorfrand. Das häufig in ihrer Nähe anzutreffende Kaktus- und Dornengestrüpp gehörte zum Verteidigungskonzept.

## Wortbedeutung
Agadir, sinngemäß übersetzt mit „Speicherburg“ (französisch grenier-citadelle oder grenier-fortifié / englisch fortified granary) hat ursprünglich in etwa die Bedeutung von „Mauer“ oder „Festung“; später auch von „Schatzhaus“ oder „Bank“. Das Wort entstammt dem Taschelhit, der Sprache der Schlöh-Berber und hat auch in andere Berbersprachen Eingang gefunden. Das Wort wird auf den phönizischen Wortstamm gdr (gesprochen wahrscheinlich gadir; Bedeutung: „Zaun“, „Einfassung“, „Festung“) zurückgeführt. Auf Zentralatlas-Tamazight, das in weiten Teilen des Hohen Atlas gesprochen wird, bezeichnet man derartige Bauten meist als igherm oder tighremt.
Es existiert auch die weibliche Diminutivform tagadirt (ⵜⴰⴳⴰⴷⵉⵔⵜ, pl.: ⵜⵉⴳⵓⵉⴷⴰⵔ tiguidar), die vor allem bei kleineren Bauten dieser Art in Gebrauch ist.

## Geschichte
Es ist derzeit nicht eindeutig nachweisbar, wo der regional unterschiedliche Bautypus der Speicherburgen entstanden ist. Allein aufgrund der Anzahl der erhaltenen Bauten kämen zwei Regionen in Frage: der Süden Tunesiens bzw. der Westen Libyens (ksour/ghorfas) oder das Gebiet des westlichen Antiatlas im Süden Marokkos (igoudar/tiguermin). Die Bewohner beider Regionen lebten über Jahrhunderte größtenteils als Halbnomaden (Transhumanten). Manchmal werden auch schwarzafrikanische Ursprünge (Mali) ins Spiel gebracht, doch steht bei den dortigen Bauten der Speicheraspekt gegenüber dem Verteidigungsaspekt eindeutig im Vordergrund. Sicher ist jedoch: In den fruchtbareren Regionen des Maghreb mit überwiegend sesshafter Bevölkerung entstanden keine Agadire.
Eine genaue Datierung der erhaltenen Bauten ist (bislang) nicht möglich; die ältesten dürften etwa 500 bis 800 Jahre alt sein, die jüngsten nur etwa 150 bis 200 Jahre. Über eventuelle Vorgängerbauten ist so gut wie nichts bekannt; einige wenige Speicherbauten im Hohen Atlas und im Gebiet des Jbel Siroua liegen allerdings in bzw. unter schützenden Felswänden – möglicherweise eine Frühform.

## Funktion
Jede Ackerbau treibende Kultur früherer Zeiten musste zwangsläufig Techniken entwickeln, um die in mühseliger Arbeit erzeugten Nahrungsmittel vor Raub (Nomaden) und Naturgewalten (Tierfraß, Pilzbefall infolge von Feuchtigkeit) zu schützen. Die Speicherburgen der Berber im Süden Tunesiens und im Süden Marokkos (Antiatlas, Hoher Atlas, Jbel Siroua) gehören zum Originellsten und Eindrucksvollsten, was diesbezüglich von Menschen entwickelt und geschaffen wurde. Ein weiteres isoliert liegendes Exemplar ist der eng mit dem Karawanenhandel verbundene Ksar Draa in der zentralalgerischen Sandwüste.
Die in den unzugänglichen Bergregionen liegenden „Zellen-Agadire“ Marokkos hatten ursprünglich eine doppelte Funktion: Einerseits dienten sie den als Halbnomaden lebenden Stämmen als sicherer Hort („Speicher“) für ihre Wertgegenstände (Nahrungsmittel, Hausrat, Werkzeug, Familiendokumente) in der Zeit der alljährlichen Wanderungen mit den Viehherden (Schafe, Ziegen) in die höher gelegenen Bergregionen. Während dieser Zeit wurden die Agadire von einer Wachmannschaft verteidigt. Andererseits waren sie in Zeiten von Übergriffen anderer Berberstämme (Fehden, Razzien) ein letzter Zufluchtsort („Burg“) der Dorf- oder Stammesgemeinschaft. Doch auch in Friedenszeiten fungierten sie als zentraler, unantastbarer Ort für das gemeinschaftliche Leben – so hat beinahe jeder Agadir im Eingangsbereich zwei gegenüberliegende Bankreihen, wo die Dorf- oder Stammesältesten sich beraten und Entscheidungen, manchmal auch Gerichtsurteile, fällen konnten.

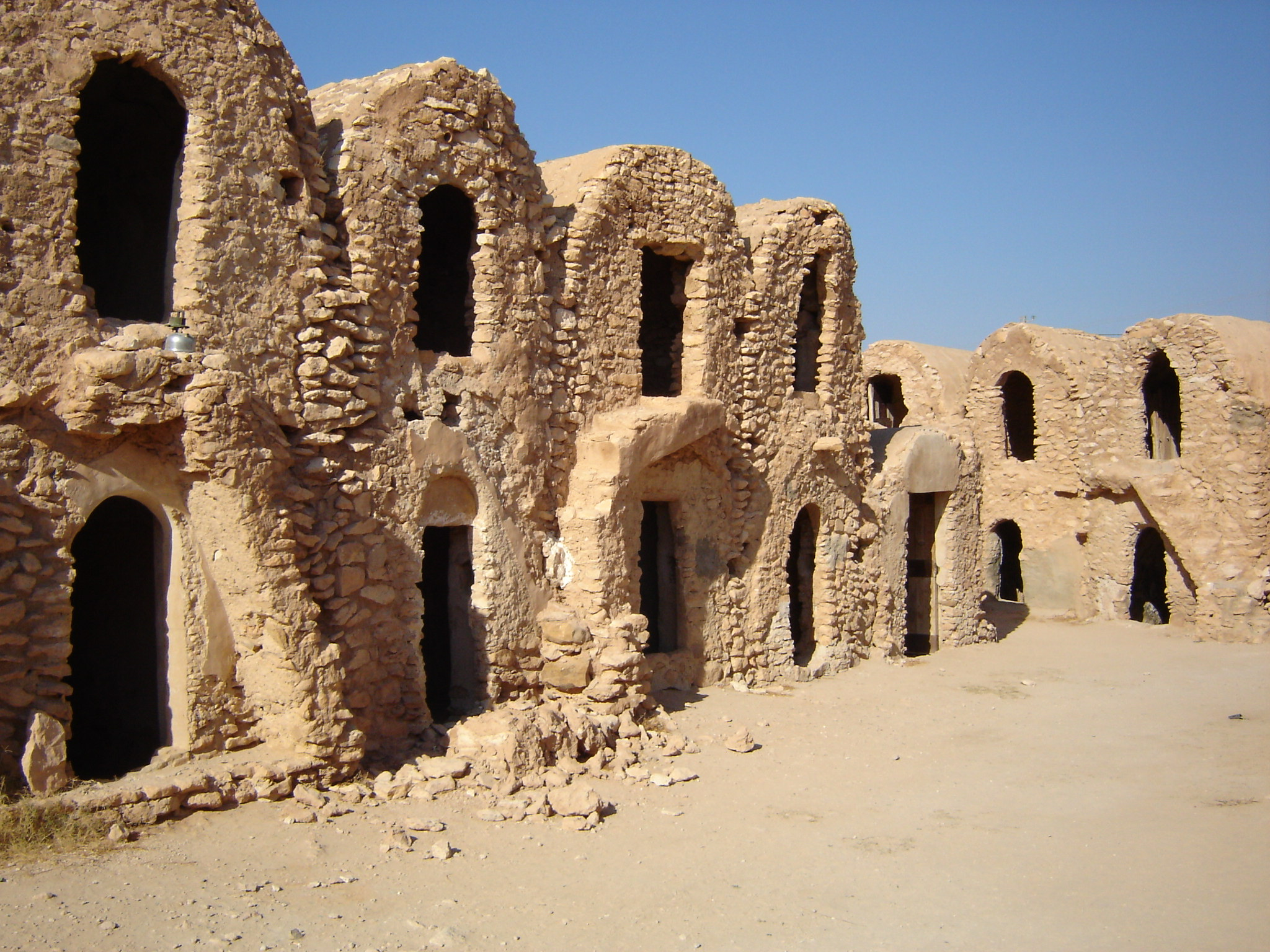
Ksar Hadadda, Tunesien

In einigen Agadiren hat sich auch ein einfacher Gebetsraum (ohne Minarett) erhalten; selbst eine kleine Gefängniszelle ist manchmal noch zu sehen. In unmittelbarer Nähe der Agadire finden sich oft überwölbte Zisternen (matfiyas), die nicht nur die Wasserversorgung der Wachmannschaft, sondern – in Krisen- oder Trockenzeiten – die des ganzen Dorfes sicherten. Bei alledem handelt es sich jedoch mit hoher Wahrscheinlichkeit nicht um ursprüngliche, sondern um später hinzugekommene Aufgaben.
Viele der zumeist turmlosen Speicherburgen (ksour) Südtunesiens und Westlibyens, deren gewölbte Kammern (ghorfas) in zwei bis vier Geschossen um weiträumige Innenhöfe herum gebaut sind, dienten auch als Handelsplätze und Karawansereien. Aufgrund ihrer Lage an wichtigen Handelsstraßen und in offenem, leicht zugänglichem Gelände ist anzunehmen, dass diese Funktionen bereits zur Zeit ihrer Planung mitkonzipiert waren.

## Architektur
Alle Agadire sind lokale Gemeinschaftsbauten in einer nach den Prinzipien der individuellen Selbstversorgung und Selbstverantwortung ausgerichteten Lebenswelt.

### Antiatlas
Die größeren – oft einzeln auf Hügeln stehenden – Agadire im Antiatlas (z. B. der Agadir Inoumar) wurden von mehreren Dörfern bzw. von einem ganzen Stammesverband errichtet und genutzt, während die kleineren – meist am Rand oder inmitten eines Dorfes stehenden – Agadire im gemeinsamen Eigentum der Familien dieses Dorfes standen. An vielen Agadiren wurde über Jahrhunderte gebaut. Bei Bedarf wurden sie erweitert, was sich an der verwendeten Modulbauweise gut ablesen lässt: Ein Bauteil besteht normalerweise aus drei übereinander liegenden Kammern mit eigenen Außenwänden; auch ein komplett neuer Bauflügel konnte einem bestehenden Agadir hinzugefügt werden. Auf Grund ihrer Funktion als Wehrbauten haben nahezu alle Agadire des Antiatlas eine Einfassungsmauer, einen oder mehrere freistehende oder an den Bau angelehnte Wach- bzw. Wehrtürme mit quadratischem Querschnitt und hohe fensterlose Außenwände (mit Lüftungsöffnungen bzw. Schießscharten in den oberen Speicherkammern). Die Mauern wurden aus kleineren und größeren Steinen, wie sie überall in der Umgebung in Massen zu finden sind, handwerklich perfekt ohne Verwendung von Mörtel aufgerichtet. Einige Bauteile wurden im 20. Jahrhundert zum Schutz vor Auswaschungen und somit zur Stabilisierung mit einem Außenputz versehen.

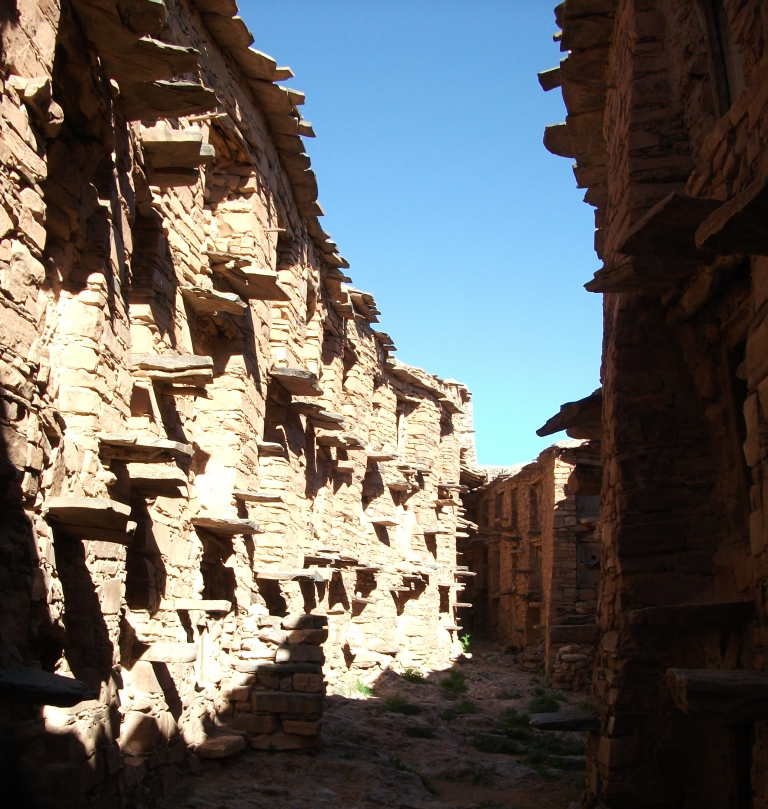
Agadir Imhilene (oder Imhailen), Antiatlas, Marokko

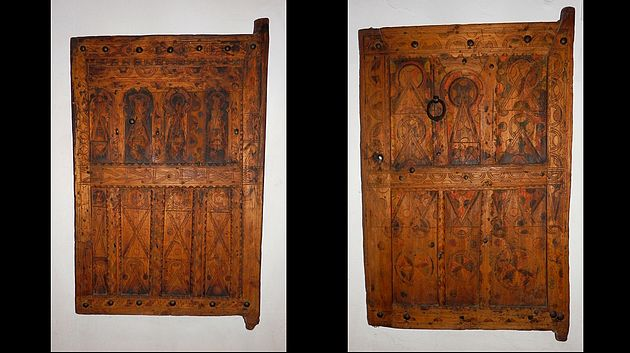
Agadir-Türen im Dar-Si-Said-Museum, Marrakesch

Während die Agadire des westlichen Anti-Atlas, die bis auf wenige Ausnahmen östlich der Straße Biougra–Tafraoute stehen, nahezu ausnahmslos über geradlinig verlaufende Gänge verfügen, ist dies bei den weiter östlich (Agadir Tasguent) bzw. weiter südlich (Agadir Agellouy bei Amtoudi) gelegenen Bauten eher selten der Fall – hier überwiegen unregelmäßige Formen, die sich durch ihre exponierte Lage auf Felsspornen oder Hügelspitzen ergaben; in ebenem Gelände sind auch runde oder quadratische Speicherburgen („Hofagadire“) anzutreffen.
Das Innere der Zeilen-Agadire (z. B. Agadir Tasguent, Agadir von Imchiguegueln) ist geprägt durch einen oder mehrere schluchtartige Gänge mit zahlreichen beidseitig über Trittsteine (asekfel; pl.: isoukfal) erreichbaren Kammern, die zumeist in drei übereinander liegenden Ebenen angeordnet sind – auch zwei oder vier Etagen sind möglich. Bei den in Marokko eher seltenen „Hof-Agadiren“ (z. B. Agadir Id Aissa bei Amtoudi oder der Agadir von Aït Kine; eine Gruppe befindet sich in der Umgebung von Igherm und Tleta Tagmoute) sind die Kammern um einen großen Innenhof herum angeordnet und zumeist über versetzbare Leitern bzw. mit Einkerbungen versehene Baum- oder Palmstämme zugänglich. Die Kammern sind ca. 6 bis 8 m tief, ca. 1,50 bis 2 m breit und nur ca. 1,60 m hoch. Die Kammern im Erdgeschoss haben zum Schutz gegen aufsteigende Bodenfeuchte oft ein ca. 20 cm hohes Podest. Die Decken bzw. Böden der oberen Zellen bestehen aus krummen, aber äußerst haltbaren Arganholzästen mit einer Abdeckung aus Schilfrohr und Erde.
Die kleinen, nur ca. 1,20 bis 1,40 m hohen – früher mit komplizierten Holzschlössern gesicherten – Türen waren aus gebeilten (später gesägten) Argan- oder Mandelholzbalken und -brettern gefertigt und oft mit geometrischen Ornamenten (Rauten, Dreiecke etc.) verziert, die ursprünglich wohl eine unheilabwehrende (apotropäische) Bedeutung hatten; einige besonders reich verzierte Exemplare werden in marokkanischen Museen gezeigt, andere dagegen in Antiquitätenläden verkauft. Auf halber Höhe neben dem Türrahmen sieht man oft ein Loch im Mauerwerk, das zum Aufschließen der ehemals innen befindlichen Türschlösser diente – durch welches aber auch Katzen zwecks Mäusevertilgung in die Kammern gelangen konnten.

### Hoher Atlas

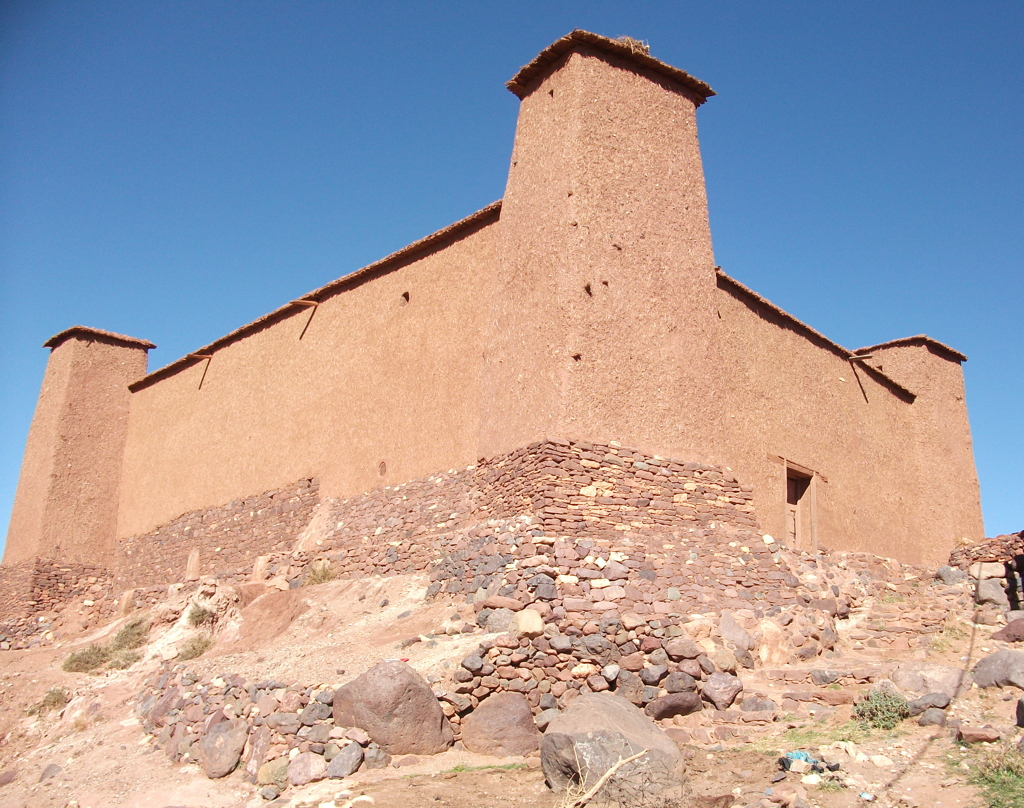
Agadir von Igherm n'Ougdal, Hoher Atlas, Marokko

Die Speicherburgen des östlichen Antiatlas (z. B. Aït Kine) und des Hohen Atlas (z. B. in Ighrem n’Ougdal oder in Tazlaft) sind dagegen meist in sich geschlossene Bauten, die keine Erweiterungen zulassen. Auf dem Hintergrund besonderer klimatischer und materieller Rahmenbedingungen haben sich hier auch andere Bauweisen durchgesetzt: Über einer felsigen bzw. steinernen Sockelzone erhebt sich der meist aus Stampflehm – vermischt mit kleinen Steinen und Pflanzenresten – errichtete Bau. Eine separate Umfassungsmauer, ein großer Innenhof und Zisternen fehlen; die Türme sind – wie bei den Tighremts – in den Baukörper integriert oder fehlen ganz (wie in Ibakliwin oder im Anergui-Tal); Schießscharten, die auch eine Funktion als Lüftungsöffnungen hatten, sind in der Regel vorhanden. Die Speicherkammern im Innern waren ursprünglich weder über Trittsteine noch über Treppen erreichbar, sondern über versetzbare Holz- oder Palmstämme mit eingekerbten Stufen sowie über umlaufende Gänge. Da im Hohen Atlas keine Arganbäume oder Dattelpalmen wachsen, bilden meist Äste aus Mandel-, Nussbaum- oder Pappelholz die Grundlage für die Decken bzw. Böden. Eindrucksvolle Sonderfälle sind die – im Schutz einer hohen Felswand errichteten und nur schwer erreichbaren – Speicherkammern in der Aoujgal-Schlucht sowie die Höhlenspeicher bei Tazlaft im Ounila-Tal.

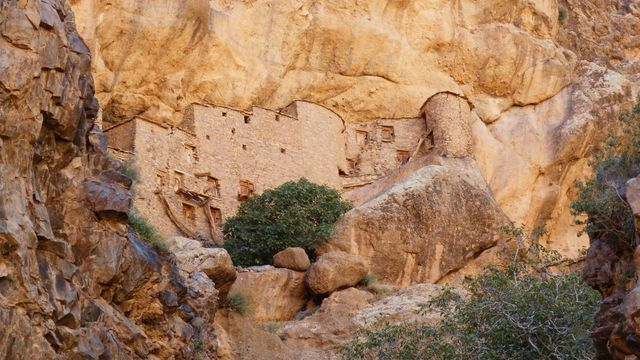
Agadir Tizgui, Jbel Siroua, Marokko

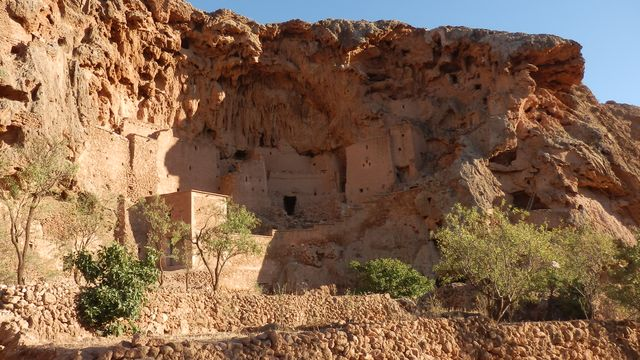
Agadir Ifri, Jbel Siroua, Marokko

### Jbel Sirwa
Auch in den abgelegenen Gebieten des Jbel Sirwa (oder Jbel Siroua) finden sich zahlreiche, jedoch meist arg zerstörte Agadire. Einige wenige nahezu fensterlose Speicherbauten wurden unter Felsvorsprüngen errichtet (Tizgui, Ifri), was sowohl aus klimatischen als auch aus Verteidigungsgründen von großem Vorteil war. Die aus kleinen Steinen zusammengesetzten Bauten befinden sich in sehr gutem Erhaltungszustand.

## Bedeutung
In Anbetracht des Nichtvorhandenseins schriftlicher Aufzeichnungen gewähren die Agadire Südmarokkos bzw. die Ksur Südtunesiens einzigartige Einblicke in andere Zeiten und in Lebensumstände, wie sie für viele Berber über Jahrhunderte hin charakteristisch und prägend waren. Angesichts ihrer zentralen Funktionen im Gemeinschaftsleben eines Dorfes oder Stammes wurden sie als heilige und unantastbare Orte angesehen. Zumindest ein Agadir im Hohen Atlas ist denn auch eng mit dem Grab eines lokalen, bis auf den heutigen Tag verehrten Heiligen (Marabouts) verbunden: der auf einer Bergkuppe gelegene Agadir Sidi Moussa bei Timit im Aït Bougoumez-Tal. Auch beim Agadir Tasguent wird vereinzelt eine derartige Konstellation erwähnt. Der Wahrheitsgehalt solcher Aussagen ist jedoch nicht nachzuprüfen – es handelt sich hierbei wohl zumeist um Legenden, die gleichwohl die über Jahrhunderte tradierte Achtung der Menschen vor diesen Bauten verdeutlichen.

## Heutiger Zustand
In früheren Zeiten wurden Schäden an den Speicherburgen stets unverzüglich ausgebessert, doch die Befriedung der Berberstämme sowie die allgemeine Modernisierung der Lebensumstände während und nach der Protektoratszeit haben diese einstmals für die Kultur der Berber so charakteristischen Bauten funktionslos werden lassen. Infolge von Naturgewalten (Regenfälle, Stürme) sowie der Überalterung der Hölzer sind einige Kammern in sich zusammengefallen, was unweigerlich weitere Schäden zur Folge hat. Viele der Bauten sind bereits arg verfallen (z. B. Agadir Guimst).

## Regionale Verteilung
Im Antiatlas stehen die meisten – und wahrscheinlich auch ältesten – Agadire Marokkos östlich von Aït Baha (Agadir Inoumar, Agadir Imi'm Korn, Imchiguegueln) und nördlich von Aït Abdallah (Agadir Tasguent, Agadir Itourhaine). Weitere Speicherburgen finden sich etwas weiter südöstlich bei Igherm (Aït Kine) sowie im Gebiet des Jbel Sirwa (Tizgui). Eine kleine, aber höchst sehenswerte Gruppe befindet sich bei Amtoudi.
Im Hohen Atlas gibt es nur einzeln stehende Agadire wie in Igherm n’Ougdal; kleinere Gruppen bilden allerdings auch die Bauten im Aït Bougoumez-Tal (Timit, Ibakliwin), im Anergui-Tal und im Ahansal-Tal. Höchst originell sind die Felsenspeicher von Aoujgal.
Die überwiegende Zahl der Ksur Südtunesiens (Ksar Ouled Soltane, Ksar Haddada, Ksar Ouled Debbab, Gattoufa, Metameur) mit ihren gewölbten Speicherkammern (ghorfas) findet sich in der näheren und weiteren Umgebung der Städte Medenine und Tataouine. Die architektonisch ganz ähnlich konstruierten Ksur Westlibyens (Nalut, Qasr el-Hadj, Cabao und Qasr Bou Neran) befinden sich nordöstlich von Ghadames.
Auch im algerischen Aurès-Gebirge gab es ähnliche Bauten, die jedoch bis auf wenige Reste ausnahmslos verschwunden sind. Der mitten in einer Sandwüste errichtete „Ksar Draa“ bei Timimoun ist aus Bruchsteinen errichtet.